# Lutetia Parisiorum
Lutetia (menționată uneori și Lutetia Parisiorum sau Lucotecia, în franceză Lutèce) este numele vechi al Parisului. Acest nume este de origine celtică, dar este, de asemenea, și numele orașului roman, din care mai târziu s-a dezvoltat Parisul.

## Istoric
Primele vestigii arheologice descoperite pe teritoriul Parisului sunt datate în jurul anilor 4000 î.Hr. Există rămășițe din epoca bronzului și epoca fierului. Numele Lutetia este pentru prima data amintit în anul 52 î.Hr. de Gaius Iulius Caesar și descris ca fiind situat pe o insulă. După Cezar, Lutetia a fost capitala tribului celtic, Parisii. 
Cu toate acestea, vestigiile arheologice din această perioadă sunt insuficiente, astfel încât nu se poate spune cu certitudine, unde se găsea exact orașul celtic. Istoricii au încercat să identifice Île de la Cité, o insulă pe Sena, ca pe un oraș celtic. Locația orașului celtic rămâne incertă.
A fost o localitate fortificată (oppidum) în Galia, un centru al tribului celtic numite Parisii. După cucerire Galiei de către romani în anul 52 î.Hr. a fost extensiv dezvoltată până la statutul de oraș. 
Lutetia s-a localizat pe Île de la Cité și este un strămoș al Parisului modern.